# Vladimir Makanine
Vladimir Semionovitch Makanine (en russe : Владимир Семёнович Маканин), né le 13 mars 1937 à Orsk dans la RSFS de Russie (Union soviétique) et mort le 1er novembre 2017 à Krasny près de Rostov-sur-le-Don (oblast de Rostov) en Russie, est un écrivain russe. 
Il a reçu le prix Booker russe en 1993 et le prix européen de littérature en 2012.

## Biographie
Jusqu'en 1965, Vladimir Makanine est mathématicien, puis réalisateur. Il prend des cours de rédaction et devient lecteur à la maison d’éditions Sovietski pissatel’' (L’Écrivain soviétique). 
Il commence à publier ses récits et romans à la fin des années 1960. Il appartient à l’École de Moscou qui dépeint le grotesque de la vie quotidienne et les traits psychiques de personnages qui s'éloignent de la doctrine artistique officielle du réalisme socialiste. 
Considéré comme un « classique vivant », il fait vivre dans une société moribonde des héros en panne, en mal de reconnaissance.

## Œuvres
- La Ligne droite (1965)
- La Perte (1989)
- Le Précurseur (1989)
- La Brèche (1991) - réed. 2007[5]
- Le Citoyen en fuite (1991)
- La route est longue, suivi d’Une table avec tapis et carafe au milieu (1994)
- Underground ou un héros de notre temps (2002) : l’écrivain Pétrovitch (en partie inspiré de l’auteur), interdit de publication à l’époque soviétique, ne peut se remettre à écrire après la chute du communisme[6].
- Le Prisonnier du Caucase (2005), recueil de quatre nouvelles[7]
- Assan (2008), traduction par Christine Zeytounian-Beloüs, éditions Gallimard, 2013, 482 pages  (ISBN 978-2-0701-2857-0) [8]
- La Frayeur (2009)

## Sur quelques ouvrages

### Assan
Le commandant Alexandre Serguéiévitch Jiline (Sacha, Sachik, Assan, quarante ans, marié), intendant des entrepôts de carburant, raconte sa guerre de Tchétchénie, puis sa seconde guerre de Tchétchénie, autour de Grozny, d'où il escorte des convois de carburant principalement vers des installations militaires russes. Il forme avec son contremaître Rouslan (un vrai Tchétchène) et le commandant d'état-major Kolia Goussartsev, un trio plutôt efficace et apprécié des forces russes et des Tchétchènes. Jiline est assisté du commandant Kostomarov et du capitaine Alexandre Khvorostinine Khvor, hospitalisés, des capitaines Kramarenko et Zybine, et de Pak le Coréen comptable.
Le récit commence par l'accompagnement d'une soixantaine de jeunes recrues russes ivres arrêté par une troupe armée de Tchétchènes virulents qui réclament 5 000 dollars comme droit de passage. Le général d'État-Major Bazarov, chargé du contatc avec la population locale, trop bavard, se passionne pour l'histoire ancienne et les traditions locales (Nors-Caucase), dont l'idole Assan (p. 65). Les mères de soldats sont là également : Galina, Aniouta, Xénia, Jénia. Le père retraité de Jiline s'impose une petite semaine et est réexpédié, cible trop bavarde. Le nouvel entrepôt est en construction trop lente. Une délégation de vieux Tchétchènes rebelles vient proposer qu'on leur livre Khvor, qui réussit trop bien à sauver les convois de carburants de leurs attaques.
Il se souvient de ses débuts de commandant ingénieur militaire, des entrepôts débordant d'armes et de chars, du départ de l'ingénieur civil pétersbourgeois et ami Kostyev (brièvement retrouvé en 1999 à Mozdok en Ossétie du Nord), de la rencontre avec Djokhar Doudaïev (encore en uniforme de général soviétique, de l'armée de l'air), du pillage des entrepôts en 1995, de la condamnation des deux colonels Firsov et Fiodorov. Doudaïev le laisse en vie uniquement parce que tu as construit les maisons-cigognes (p. 255) déjà détruites, et lui conseille de prendre sa retraite et se construire une datcha. Depuis, Jyline ne travaille qu'avec des carburants, à partir de Khankala, et un peu de business : pas donner, mais vendre, ou troquer contre de la sécurité...
Au début de la guerre, les Tchétchènes (leurs chefs) ont beaucoup plus de mobiles (achetés en Turquie ou au Pakistan) que nos officiers (p. 304). Par la suite, avec la baisse des prix des mobiles, on va en distribuer dans les villages, avec du gazole, et des pièces détachées pour les tracteurs : à chaque appel, trois rebelles restent à terre (p. 305). Tout se négocie dans ces guerres. Tout se sait. Aucune loi à l'exception d'une seule, fondamentale. Si tu dois de l'argent, il faut le rendre (p. 388).
Une embuscade tchétchène sur la route Chali-Vedeno, pour deux camions de carburant (d'appât) provoque la mort de l'ami Kolia Goussartsev et de deux soldats perdus traumatisés, Alabine et Alik Evski, et de deux personnages déjà entrevus, le soldat Jora et le sergent Borzoï-Babkine (pp. 12 & 280). Et une délégation de vieux des villages voisins viennent très vite renouer avec Jiline : pas notre clan, envoie-nous du gazole, pas les hélicos. Peut-être Kolia est-il mort pour le paiement d'un camion de bottes militaires pourries vendues au clan d'Akhmet Oudygov, Akhmet des montagnes, et par une suite de hasards d'embuscade... Et les deux égarés, Alabine et Evski reviennent à l'entrepôt de Khankala.
Jiline et Rouslan se lancent à la recherche d'un journaliste russe connue (p. 345, un peu sur le modèle de Nadezhda Chaikova (en), Nina Yefimova, Anna Politkovskaya ou Anne Nivat), pour la racheter à 10 000 dollars (pour récupérer huit fois plus) auprès d'un certain Zelimkhan (de Gouzyk). Elle est vraisemblablement détenue dans une fosse (zindan), comme tous les soldats blessés récupérés pour devenir esclaves. Mais les équipes sont promenées de village en village. Azer Mahoma tente de son côté d'approcher Doku (Dokou Oumarov ?), ralenti par un mariage à problème en cours. Une vidéo est projetée devant des journalistes dans un village : les enchères passent à 2 000 000 dollars.
Les doyens tchétchènes se sont cotisés pour rien : le colonel Zouskov est mort dans une rixe. Et, en embuscade proche, le général bibliophile Bazanov a été liquidé pour rien, ou pour améliorer le bilan de l'année (p. 382). Kolia, rescapé discret, exfiltré, opéré à Mozodk, rapatrié à Moscou, pisté par tel clan Tchétchène, toujours hospitalisé, se manifeste. Le corps d'Akhmet est récupéré, non identifié, à la morgue par Jiline, et remis à son fils.
Une cache tchétchène d'armes russes est découverte. Les gens du FSB exigent que Jiline identifie les armes et leur provenance, et lui annoncent l'inspection de ses entrepôts par le colonel Doubravkine. Une heure après, des Tchétchènes téléphonent à Jiline pour racheter ce stock : pour les armes, voir seulement avec le FSB.
Khvor rétabli va escorter un convoi et raccompagner Alabine et Evski : Soufian, un ancien de l'entrepôt devenu informateur, avertit Jiline qu'un groupe de Tchétchènes est descendu des montagnes pour une embuscade contre Khvor, au Ravin-Sec. Les consignes passent à Vassiliok, de la chasse aérienne. Jiline se rend au rendez-vous avec Khvor, hors ville, avec les deux jeunes Alabine et Evski, qu'il a depuis quatre ou cinq semaines rassurés et rétablis, mais...

## Récompenses et distinctions
- Prix Booker russe en 1993
- Prix Pouchkine pour l’ensemble de son œuvre en 1998
- Prix d’État russe en 1999
- Prix Penne en Italie en 2001
- Prix Bolchaïa Kniga pour Assan en 2008
- Prix européen de littérature 2012[9]